# Poul Nielson
Poul Nielsen (ur. 11 kwietnia 1943 w Kopenhadze) – duński polityk, urzędnik państwowy, deputowany i minister, członek Komisji Europejskiej.

## Życiorys
Został absolwentem amerykańskiej szkoły średniej East Meadow High School w hrabstwie Nassau (1961). W 1972 ukończył studia z zakresu nauk politycznych na Uniwersytecie w Aarhus. Zaangażował się w działalność partii socjaldemokratycznej. W latach 1966–1967 kierował socjaldemokratyczną organizacją studencką Frit Forum. W latach 1971–1973, 1977–1984 i 1986–1999 sprawował mandat deputowanego do Folketingetu. Pracował w administracji państwowej, pełnił też różne funkcje w organach nadzorczych przedsiębiorstw (m.in. Vestas), a także prowadził zajęcia na uczelniach publicznych. Od 1979 do 1982 był ministrem energii w IV i V rządzie Ankera Jørgensena, a w latach 1994–1999 sprawował urząd ministra rozwoju w II, III i IV gabinecie Poula Nyrupa Rasmussena.
17 września 1999 został komisarzem ds. rozwoju i pomocy humanitarnej w Komisji Europejskiej, którą kierował Romano Prodi. Funkcję tę pełnił do 22 listopada 2004 (od 1 maja 2004 wspólnie z Joe Borgiem, maltańskim przedstawicielem w KE).